# Scilla merinoi
Scilla merinoi là một loài thực vật có hoa trong họ Măng tây. Loài này được S.Ortiz, Rodr.Oubiña & Izco miêu tả khoa học đầu tiên năm 1993.